# 布莱恩特 (南达科他州)
布莱恩特（英語：Bryant）是美国南达科他州下属的一座城市。根据2010年美国人口普查，该市有人口462人。人口在南达科他州排行第124。